# Hadromys
Genre
Hadromys est un genre de rongeurs de la sous-famille des Murinés.

## Liste des espèces
- Hadromys humei (Thomas, 1886) Manipur & Assam
- Hadromys yunnanensis  Yang & Wang, 1987 Yunnan